# Old Parish Church of St. Mary

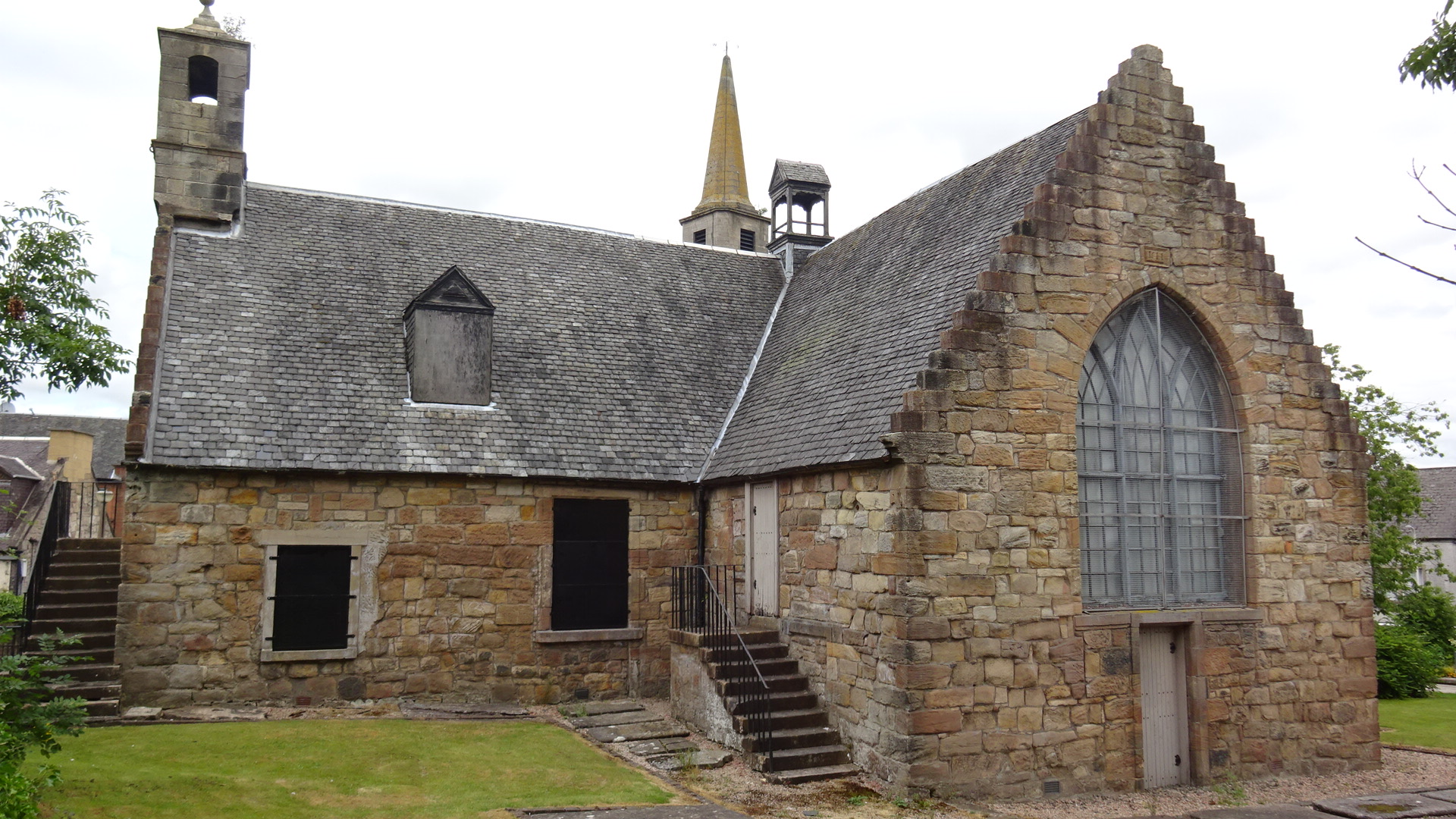
Old Parish Church of St. Mary

Die Old Parish Church of St. Mary ist ein ehemaliges Kirchengebäude in der schottischen Stadt Kirkintilloch in East Dunbartonshire. Das Bauwerk liegt im Norden der Stadt an der Kreuzung der West High Street mit der Cowgate. 1971 wurde die Old Parish Church of St. Mary in die schottischen Denkmallisten in der höchsten Kategorie A aufgenommen.

## Geschichte
Die Kirchengeschichte an diesem Ort kann bis in das Jahr 1140 zurückverfolgt werden. In dieser Zeit befand sich eine ebenfalls der Heiligen Maria geweihte Kapelle an diesem Ort. Die Pfarrkirche des Parishs befand sich im Osten der Stadt am Standort des heutigen Friedhofs (siehe Auld Aisle Cemetery). Die alte Kapelle wurde 1644 zu Gunsten der Church of St. Mary abgerissen, die bis 1914 als Pfarrkirche genutzt wurde. Auf Grund baulicher Mängel wurde zu Beginn des 20. Jahrhunderts der Bau einer neuen Kirche angeregt. 1914 wurde die St. Mary Parish Church schließlich fertiggestellt und der alte Kirchenbau nicht weiter genutzt. Dieses Gebäude ist ebenfalls denkmalgeschützt und in die Kategorie B einsortiert. Heute beherbergt das alte Kirchengebäude ein Museum.

## Beschreibung
Das Kirchengebäude weist einen kreuzförmigen Grundriss auf. Es schließt mit Satteldächern ab, deren Giebel als Staffelgiebel gearbeitet sind. Der Glockenturm liegt isoliert nördlich der Kirche. An seinem Standort befanden sich einst die Zollstelle und das Rathaus von Kirkintilloch. Auf Grund einer Straßenverbreiterung mussten Gebäude entfernt werden, weshalb der Turm heute nicht  mehr mit dem Kirchengebäude verbunden ist.